# Constante spécifique d'un gaz parfait
Cet article court présente un sujet plus développé dans : Constante universelle des gaz parfaits.
En physique, et plus particulièrement en thermodynamique, la constante spécifique d'un gaz parfait est le rapport de la constante universelle des gaz parfaits sur la masse molaire du gaz considéré. Elle est notée {\displaystyle r} ou {\displaystyle R_{s}} et s'exprime en joules par kelvin kilogramme (J K−1 kg−1). Contrairement à la constante universelle, la valeur de cette constante diffère d'un gaz à un autre.

## Définition
La constante spécifique d'un gaz parfait est définie par :
| Constante spécifique d'un gaz parfait {\displaystyle r=R_{s}={R \over M}} |

avec :
- {\displaystyle M} la masse molaire du gaz étudié (en kilogrammes par mole, kg mol−1)  ;
- {\displaystyle R} la constante universelle des gaz parfaits (en joules par kelvin mole, J K−1 mole−1).

## Applications

### Exemples
L'air sec a une masse molaire d'environ 28,965 g mol−1. Sa constante spécifique vaut environ, 287,05 J K−1 kg−1.
Le tableau ci-contre indique les valeurs des constantes spécifiques pour divers gaz.
| Gaz                     | Constante spécifique (J kg−1 K−1) | Masse molaire (g mol−1) |
| ----------------------- | --------------------------------- | ----------------------- |
| Air                     | 287                               | 28,97                   |
| Argon, Ar               | 208                               | 39,94                   |
| Diazote, N2             | 296,8                             | 28,02                   |
| Dihydrogène, H2         | 4 124                             | 2,016                   |
| Dioxyde de carbone, CO2 | 188,9                             | 44,01                   |
| Dioxyde de soufre, SO2  | 130                               | 64,07                   |
| Dioxygène, O2           | 259,8                             | 31,999                  |
| Hélium, He              | 2 077                             | 4,003                   |
| Méthane, CH4            | 518,3                             | 16,05                   |
| Monoxyde de carbone, CO | 297                               | 28,01                   |
| Propane, C3H8           | 189                               | 44,09                   |
| Vapeur d'eau, H2O       | 462                               | 18,01                   |

### Utilisation dans la loi des gaz parfaits
L'utilisation de cette constante conduit à exprimer la loi des gaz parfaits sous la forme :
avec :
- {\displaystyle m} la masse (en kilogrammes, kg) ;
- {\displaystyle P} la pression (en pascals, Pa) ;
- {\displaystyle T} la température thermodynamique (en kelvins, K) ;
- {\displaystyle V} le volume (en mètres cubes, m3).